# Хан-Эли (Белогорский район)
Хан-Эли́ (укр. Хан-Елі, крымскотат. Han Eli, Хан Эли) — исчезнувшее село в Белогорском районе Республики Крым, на территории Зуйского поссовета. Располагалось на юго-западе района, в предгорье Главной гряды Крымских гор, в верховьях долины реки Зуя, примерно в 200 м западнее современного села Петрово.

## История
Первое документальное упоминание села встречается в Камеральном Описании Крыма… 1784 года, судя по которому, в последний период Крымского ханства Хан-Эли входил в Даирский кадылык Акмечетского каймаканства. После присоединения Крыма к России (8) 19 апреля 1783 года, (8) 19 февраля 1784 года, именным указом Екатерины II сенату, на территории бывшего Крымского Ханства была образована Таврическая область и деревня была приписана к Симферопольскому уезду. После Павловских реформ, с 1796 по 1802 год, входила в Акмечетский уезд Новороссийской губернии. По новому административному делению, после создания 8 (20) октября 1802 года Таврической губернии, Хан-Эли был включён в состав Кадыкойской волости Симферопольского уезда.
По Ведомости о всех селениях в Симферопольском уезде состоящих с показанием в которой волости сколько числом дворов и душ… от 9 октября 1805 года в деревне Хан-Эли числилось 38 дворов и 191 житель, исключительно крымские татары. На военно-топографической карте генерал-майора Мухина 1817 года деревня Хан-Эли обозначена как Хан ели с 22 дворами. После реформы волостного деления 1829 года Хан Эли, согласно «Ведомости о казённых волостях Таврической губернии 1829 года», передали из Кадыкойской волости в состав Аргинской. На карте 1836 года в деревне 33 дворов, как и на карте 1842 года
В 1860-х годах, после земской реформы Александра II, поселение приписали к Зуйской волости, в которой состояло до советских реформ 1920-х годов. В «Списке населённых мест Таврической губернии по сведениям 1864 года» деревня не записана, а на трёхверстовой карте Шуберта 1865—1876 года Хан-Эли обозначен с 5 дворами. По обследованиям профессора А. Н. Козловского начала 1860-х годов, в селении «имеются в изобилии родники и горные ручейки», также были  колодцы с пресной водой глубиной не более 3—5 саженей (6—10 м). В «Памятной книге Таврической губернии 1889 года» деревня не значится.
После земской реформы 1890-х годов деревня осталась в составе преобразованной Зуйской волости. На верстовой карте 1890 года обозначен господский двор Каниль, или Хан-Эли с 2 дворами с русским населением. Согласно «…Памятной книжке Таврической губернии на 1892 год», в деревне Хан-Эли, входившей в Барабановское сельское общество, было 13 жителей в 3 домохозяйствах, все безземельные, по «…Памятной книжке Таврической губернии на 1900 год» — 20 безземельных жителей в тех же 3 дворах.
По Статистическому справочнику Таврической губернии. Ч.II-я. Статистический очерк, выпуск шестой Симферопольский уезд, 1915 год, в Зуйской волости Симферопольского уезда числилось 2 экономии Хан-Эли: Казначеевых — 3 двора с русским населением в количестве 16 человек приписных жителей и 20 — «посторонних» и земля Петропавловского сельского общества — без дворов и населения. Время исчезновения села пока не установлено, в последний раз встречается в сборнике «Журнал боевых действий военно-экономической инспекции 105 (Крым) с 1 октября 1943 по 31 декабря 1943 года…», согласно которому в период оккупации Крыма, 13 и 14 декабря 1943 года, в ходе операций «7-го отдела главнокомандования» 17 армии вермахта против партизанских формирований, была проведена операция по заготовке продуктов с массированным применением военной силы, в результате которой село Хан-Эли было сожжено и все жители вывезены в Дулаг 241.